# Libanotis
Libanotis là chi thực vật có hoa trong họ Apiaceae.